# Souris Apple

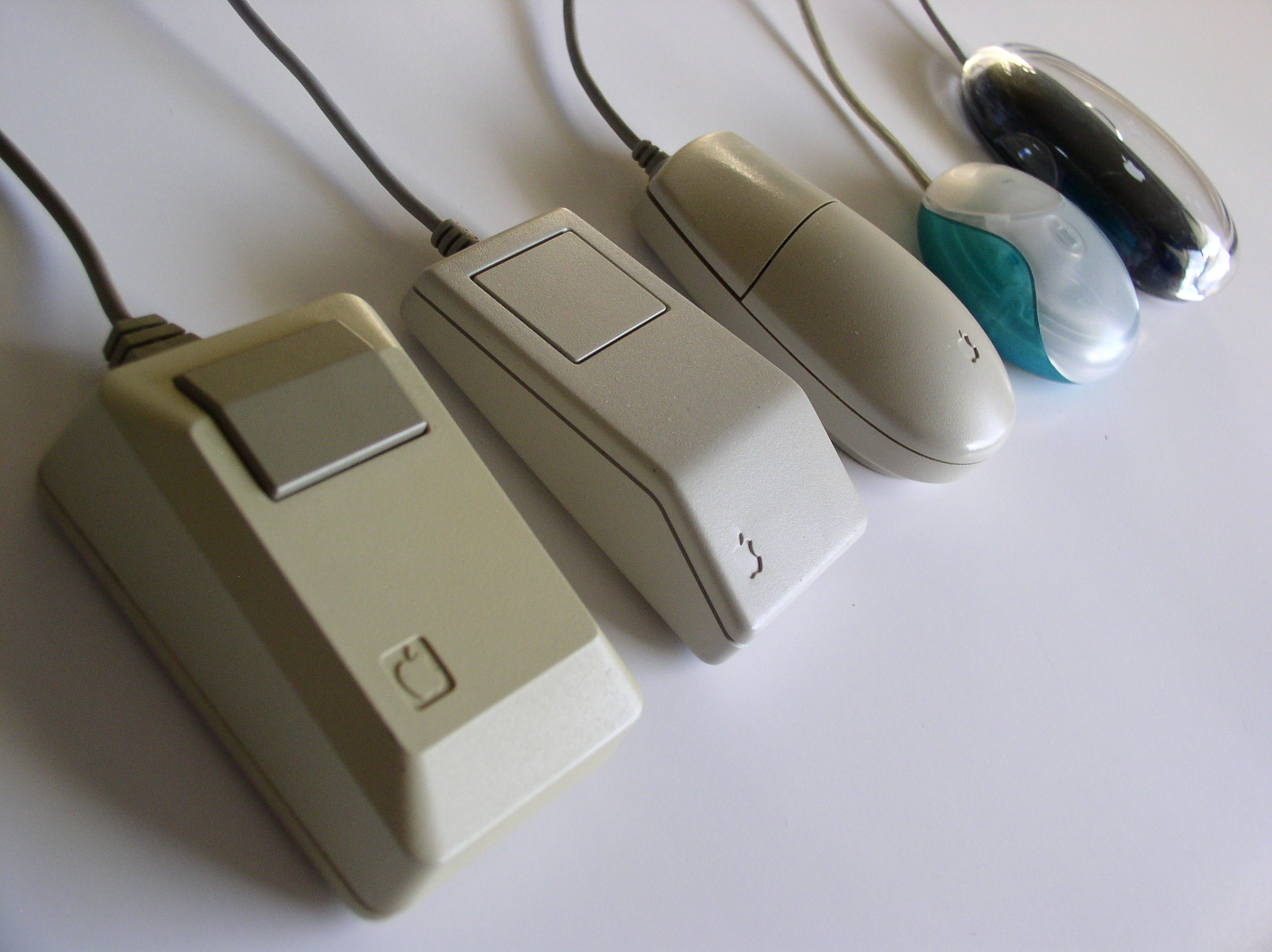
Cinq souris Apple.

Les souris Apple sont une gamme de dispositifs de pointage de la société Apple, commercialisées depuis le Apple Lisa en 1983. Dotées au début d'un port D-sub sur les premiers Macintosh (jusqu'au Macintosh Plus), puis d'un port ADB, elles passent au port USB avec l'iMac G3 en 1998, puis au bluetooth en 2003.
Bien que basées avant tout sur l'ergonomie, ces souris ne comportent au début qu'un seul bouton, avant de passer à des contrôles tactiles.

## Modèles de souris
- Lisa Mouse (A9M0050)
- Macintosh Mouse (en) (M0100)
- Apple Mouse IIc (en)
- Apple Mouse II (en) (M0100/A2M2050)
- Apple Mouse (A2M4015)
- Apple Mouse IIe (en) (A2M2070)
- Apple Desktop Bus Mouse (en) (G5431/A9M0331)
- Apple Desktop Bus Mouse II (en) (M2706)

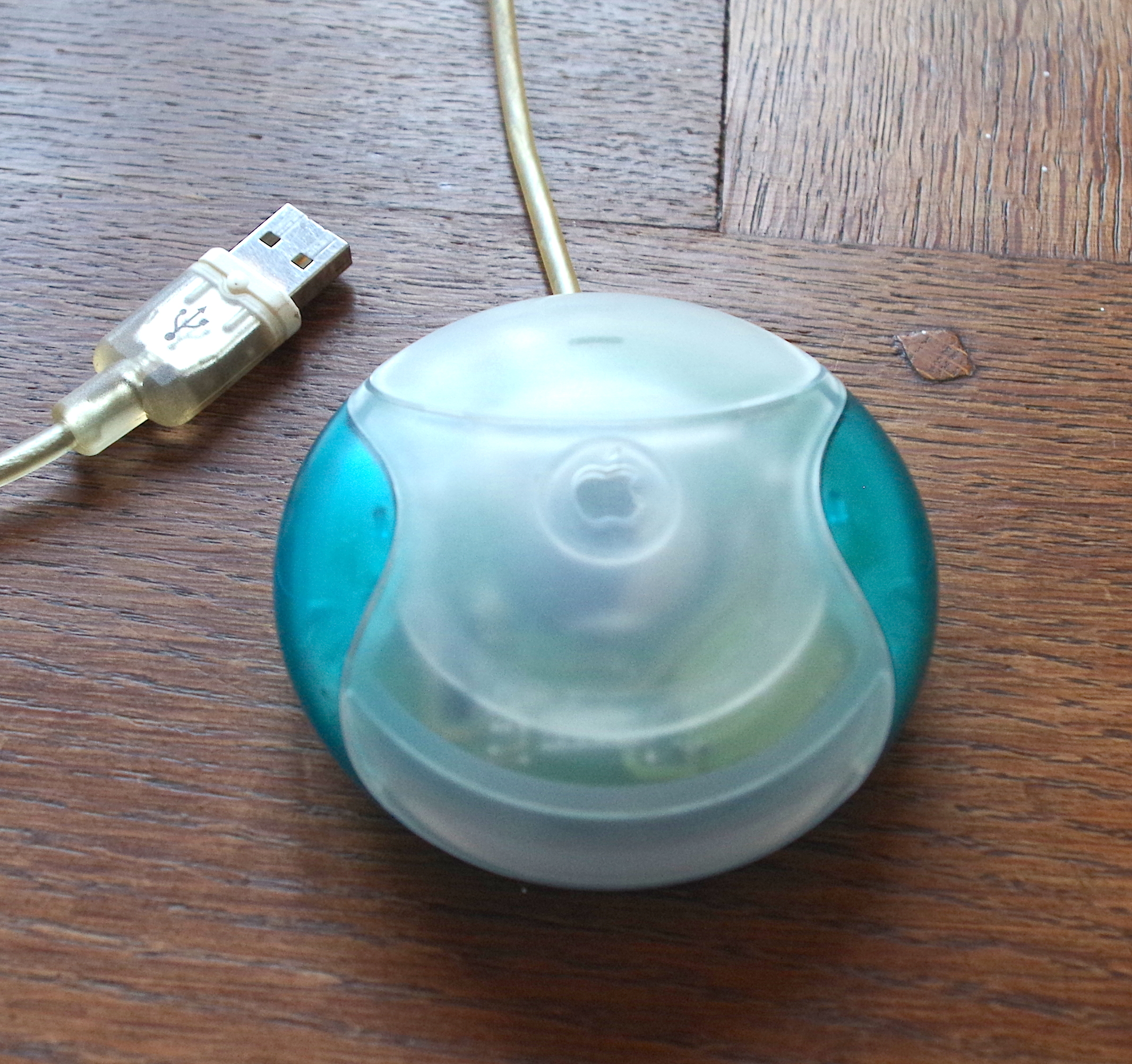
Apple USB Mouse

- Apple USB Mouse (M4848)
- Apple Pro Mouse (en) (M5769)
- Apple Wireless Mouse (en) (A1015)
- Mighty Mouse
- Magic Mouse
- Magic Mouse 2

## Autres dispositifs

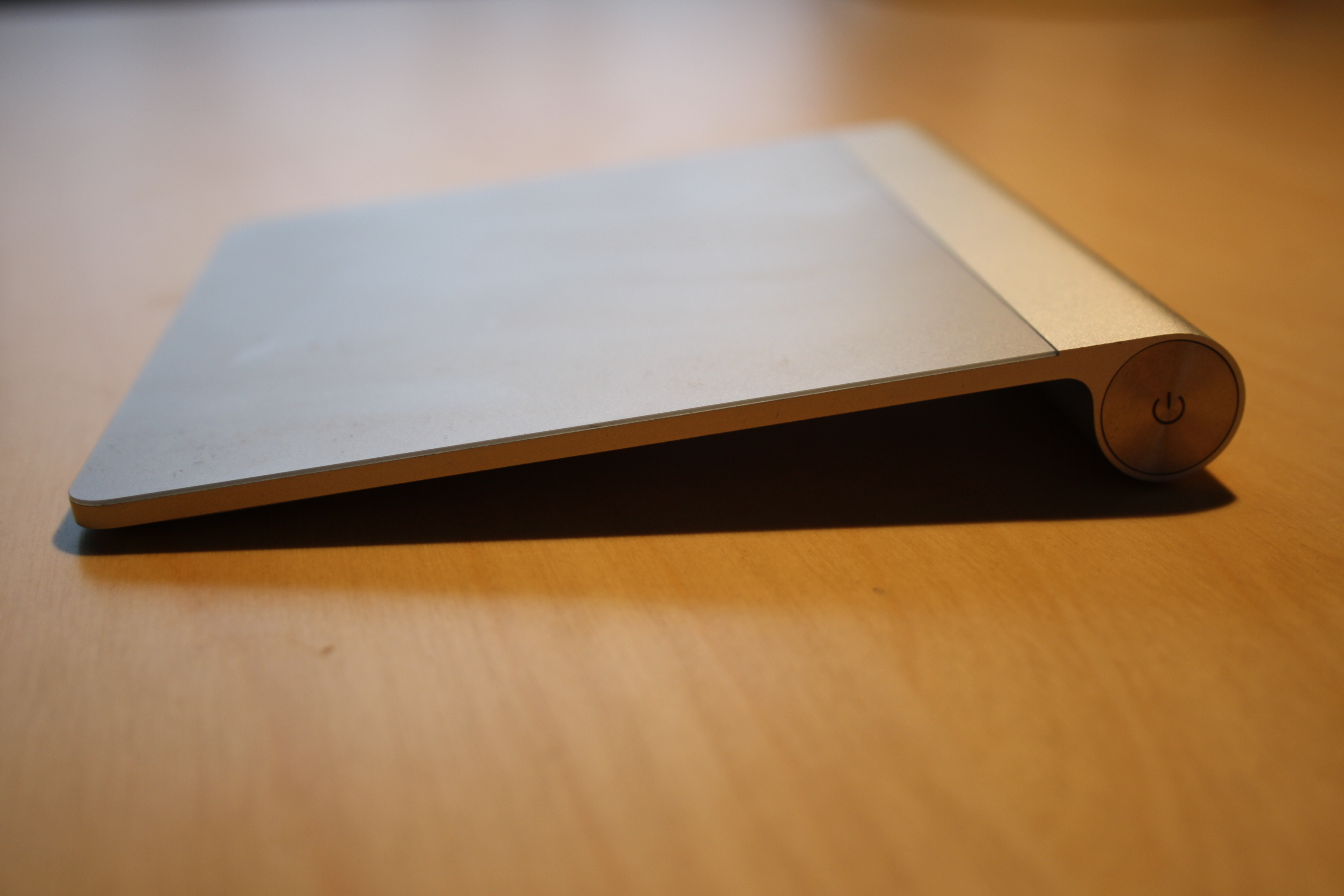
Magic Trackpad.

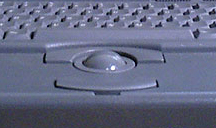
Trackball d'un PowerBook 145.

- Trackballs
- Trackpads
- Écrans tactiles